# 헤레로·나마 집단학살
헤레로·나마 집단학살(독일어: Völkermord an den Herero und Nama)이란 1904년에서 1907년 사이 헤레로 전쟁 와중에 독일 제국이 독일령 남서아프리카(오늘날의 나미비아)에서 헤레로인과 나마인에 대한 집단적 박해를 가한 사건이다. 20세기 최초의 집단학살 중 하나로 평가된다.
1904년 1월, 자무엘 마하레로가 이끄는 헤레로인과 헨드릭 위트부이가 이끄는 나마인이 독일의 식민지배에 저항하는 반란을 일으켰다. 그 해 8월, 로타르 폰 트로타 대장의 독일군은 바터베르크 전투에서 헤레로인을 격파하고 그들을 오마헤케 사막으로 내몰았다. 사막으로 도망친 헤레로인 대부분은 탈수로 사망했다. 나마인들 역시 10월에 같은 운명을 겪었다.
총 합해서 헤레로인 24,000 ~ 100,000 명과 나마인 10,000 명이 죽었다. 집단학살은 헤레로인들이 나미브 사막을 탈출하는 것을 독일군이 막음으로써 이루어졌으며 사망원인은 광범한 기아와 탈수였다. 일부 자료에서는 식민지 주둔 독일군이 조직적으로 사막 우물에 독을 풀었다는 말도 있다.
1985년, 국제연합의 휘태커 보고서는 이 사건을 남서아프리카에서 헤레로인과 나마인의 씨를 말리려는 시도였으며 고로 20세기 최초의 집단학살 사례 중 하나라고 규정했다. 2004년, 독일 정부는 사건의 존재를 인정하고 사과를 표했지만, 피해자 후손들에 대한 금전적 배상 얘기는 하지 않았다. 2015년 7월, 독일 정부와 의회는 이 사건을 공식적으로 “집단학살” 및 “인종전쟁의 일부”라고 부르는 표현을 사용했다.

## 현대의 평가
그 이후로부터 현대사에서, 나미비아의 헤레로 족이 독일 정부로부터 공식적인 사과를 받는 것은 과거 제국주의 침략을 제대로 식민 전쟁과 대량 학살로써 인정받는 것인 만큼 커다란 염원이었다. 헤레로인은 베를린의 독일 기업들이 과거 나미비아에 수천 만 달러의 피해를 입힌 것에 대해 국제 사법 재판소에 소송을 했었다.
독일 정부는 이 학살에 대해 1951년 '인종 학살 범죄에 관한 유엔 협약'이 발효되기 전의 사건이라며 '인종 학살 (Genocide)'라는 표현을 쓰는 것을 꺼렸다. 이는 나치 독일의 유대인 인종 학살에 대한 태도와 상반되었고, 이는 독일이 프랑스, 이스라엘 등 강자에게만 사과한다는 비판으로 이어졌다. 2016년 6월, 독일 연방 의회가 오스만 튀르크의 아르메니아인 학살을 인종 학살로 인정하는 결의안을 택하자, 터키 공화국의 레제프 타이이프 에르도안 대통령은 "독일은 나미비아 학살에 대해서나 얘기해 보라"고 비판했다. 이후, 독일 외무부 피셔 장관은 나미비아 방문 중, 독일에 배상금을 물게 할 수도 있다는 우려에서 공식적인 사과를 거절하였다.
2004년 독일 경제 장관 비초레크초일 하이데마리가 학살 100주년 추모식에 "역사적이고 도덕적인 책임을 인정한다."라고 발언하였으나 도덕적 차원의 사과였을 뿐, 정부 주도의 사과는 아니었다. 하지만 2016년 7월 13일 (독일 현지시간), 독일 정부는 2016년에서 112년 전인 1904년 아프리카 남서부 나미비아에서 저지른 집단 살해 행위를 '인종학살 (Genocide)'로 인정하고 공식 사과하기로 결정했다. 독일 외교부는 나미비아 정부와 공동으로 2016년 말까지 공동 선언문을 완성해 발표할 것이라고 밝혔다. 독일 외교부는 이번 독일-나미비아 공동선언문의 사과는 법적 배상의 근거가 되지 않을 것이라 밝혔다. 이번에도 배상은 하지 않은 채로, 담수처리 시설 등 인프라 건설을 지원하는 방안을 고려 중이라 밝혔다.
독일은 2011년, 헤레로족 학살과정에서 유출시킨 나미비아의 유골들을 돌려보낸 바 있다. 이를 돌려보내면서 독일은 과거에 대한 반성과 그에 대한 책임을 확실히 하고 있다는 사실을 강조하였으며, 나미비아의 앙골라 총리는 공항에서 열린 환영식에서 "이들 유골은 우리 국민에 대한 독일의 잔인함과 식민 통치의 참혹함을 보여준다."면서 "나미비아는 이제 이들 유골의 환국을 비극적인 역사의 장을 마감하는 것으로 받아들인다."고 말했다.

## 같이 보기
- 고무 테러
- 아프리카 분할